# ميلتون نونيز
ميلتون نونيز (بالإسبانية: Milton Núñez)‏ (30 أكتوبر 1972 في هندوراس - ) هو لاعب كرة قدم هندوراسي في مركز الهجوم. شارك مع منتخب هندوراس لكرة القدم. أما مع النوادي، فقد لعب مع ريال إسبانيا ونادي باتشوكا ونادي باوك ونادي سندرلاند ونادي نيكاكسا وناسيونال مونتيفيديو ونادي ماراثون ونادي ديبورتيفو أوليمبيا ونادي كوميونيكيشنس ونادي جالابا ‏ وUniversidad SC ‏.

## وصلات خارجية
- ميلتون نونيز على موقع الاتحاد الدولي (مؤرشف)  (الإنجليزية)
- ميلتون نونيز على موقع قاعدة بيانات كرة القدم.إي يو (الإنجليزية)
- ميلتون نونيز على موقع ناشيونال فوتبول تيمز (الإنجليزية)
- ميلتون نونيز على موقع Soccerway.com (الإنجليزية)
- ميلتون نونيز على موقع عالم كرة القدم.نت (الإنجليزية)